# 密陽世宗病院火災
密陽世宗病院火災（ミリャン・セジョンびょういんかさい）は、2018年1月26日に大韓民国・慶尚南道密陽市駕谷洞の世宗病院で発生した火災である。
本館1階から出火、約1時間40分後に鎮火した。同日午後3時半の発表によると、約200人の入院患者のうち37人が死亡、131人が重軽傷を負った。別館の93人は全員避難し無事であった。2月2日に1人の患者が、翌2月3日には負傷していた80代の患者が死亡し死者が計41人になり、2月7日には治療中だった患者が死亡し死者は47人となった。
防火扉が設置されていなかったり、出火後も開放されたままであったりしたことから、有毒ガスが上階に広がり被害を拡大した。犠牲者の多くは煙によって窒息死したとみられている。入院患者の大半が高齢者や重症者である一方、法定基準を大きく下回る職員配置であった問題や、違法増築が繰り返され一向に改善されなかった問題も表面化した。
本火災の前月には堤川スポーツセンター火災が発生し29人が死亡しており、2か月続けての大きな火災事故となった。また、この火災による死者数は韓国においては2003年に発生して192人が死亡した大邱地下鉄放火事件以来の多さであった。